# 1373
1373 (MCCCLXXIII) je bilo navadno leto, ki se je po julijanskem koledarju začelo na soboto.

## Dogodki
- Merton College Library

## Smrti
- 23. julij - Brigita Švedska, mistikinja, svetnica (* 1303)
- 25. julij - Magnus II., vojvoda Braunschweig-Lüneburga (* 1324)
- 12. september - Sasaki Takaudži, japonski samuraj, pesnik (* 1306)
- 3. november - Ivana Valoiška, navarska kraljica (* 1343)

Neznan datum
- Ismail ibn Kasir, islamski učenjak, šafijska šola (* 1301)
- Ivan Štefan, bolgarski car (* 1308)
- Nikola Altomanović, srbski veliki župan (* 1348)